# Mrgashat
Mrgashat (en armenio: Մրգաշատ) es una comunidad rural de Armenia ubicada en la provincia de Armavir.
En 2009 tenía 6381 habitantes. Antiguamente el pueblo era conocido como "Gechrli".
Los principales monumentos de la localidad son una iglesia construida en 1900 y un yacimiento arqueológico de los milenios III-II antes de Cristo.
Se ubica en la periferia suroriental de la capital provincial Armavir.

## Demografía
Evolución demográfica:
| Año        | 1873 | 1926 | 1939 | 1959 | 1970 | 1979 | 2001 | 2004 |
| Habitantes | 1838 | 1810 | 2277 | 3593 | 4421 | 4838 | 5297 | 5867 |